# Renealmia densiflora
Renealmia densiflora là một loài thực vật có hoa trong họ Gừng. Loài này được Urb. miêu tả khoa học đầu tiên năm 1922.